# 섞박지
석박지는 김치의 한 종류로 절인 배추, 무, 오이 등을 큼직하게 썰어 새우젓국을 넣고 버무려 항아리에 눌러 담은 후 달인 조기젓 국물을 조금 넣고 우거지를 덮어 익혀 먹는 음식이다. '섞어서 박은 지[염장한 채소]'라는 뜻이다.

## 같이 보기
- 깍두기